# Richard S. Johnson

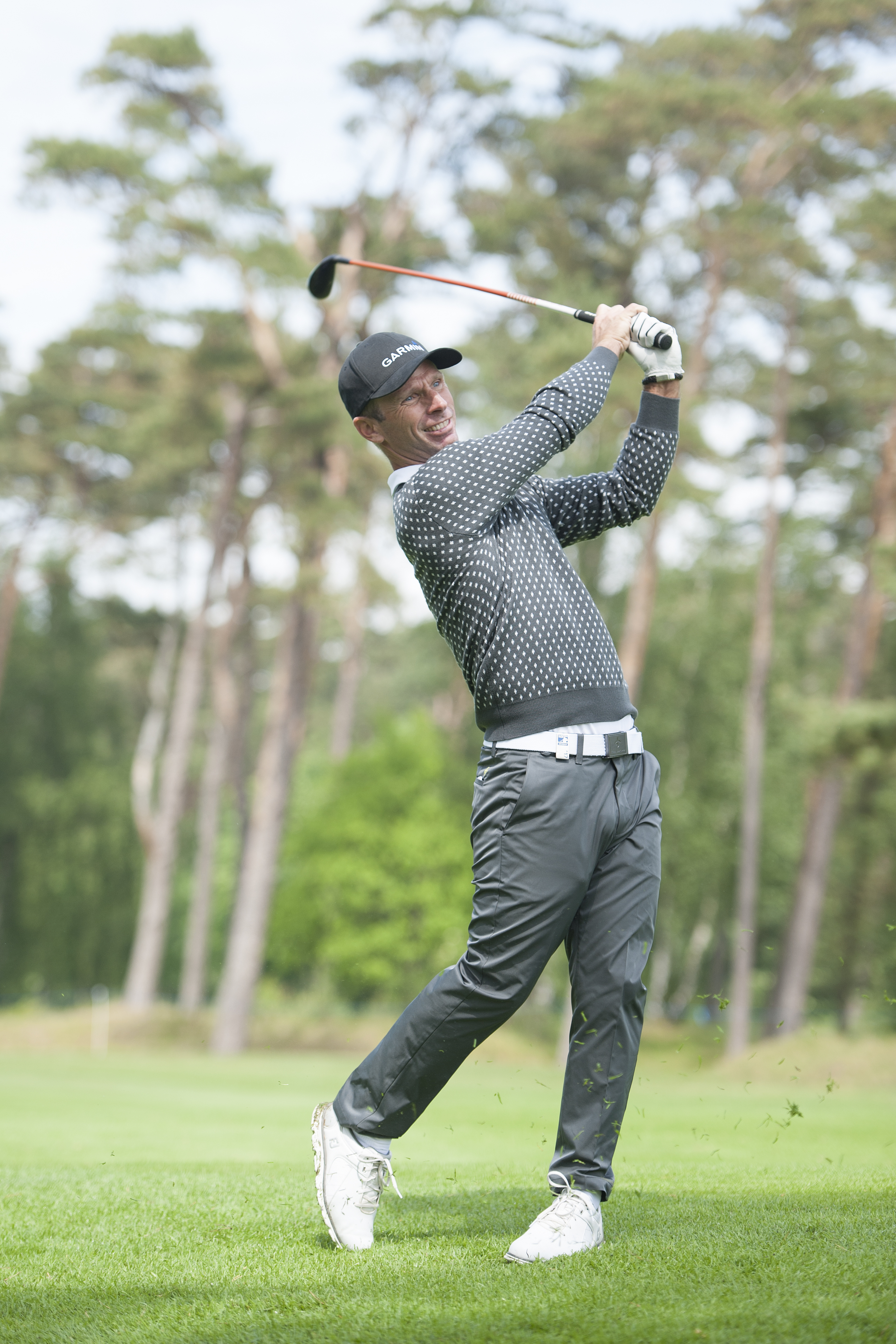
Richard S Johnson

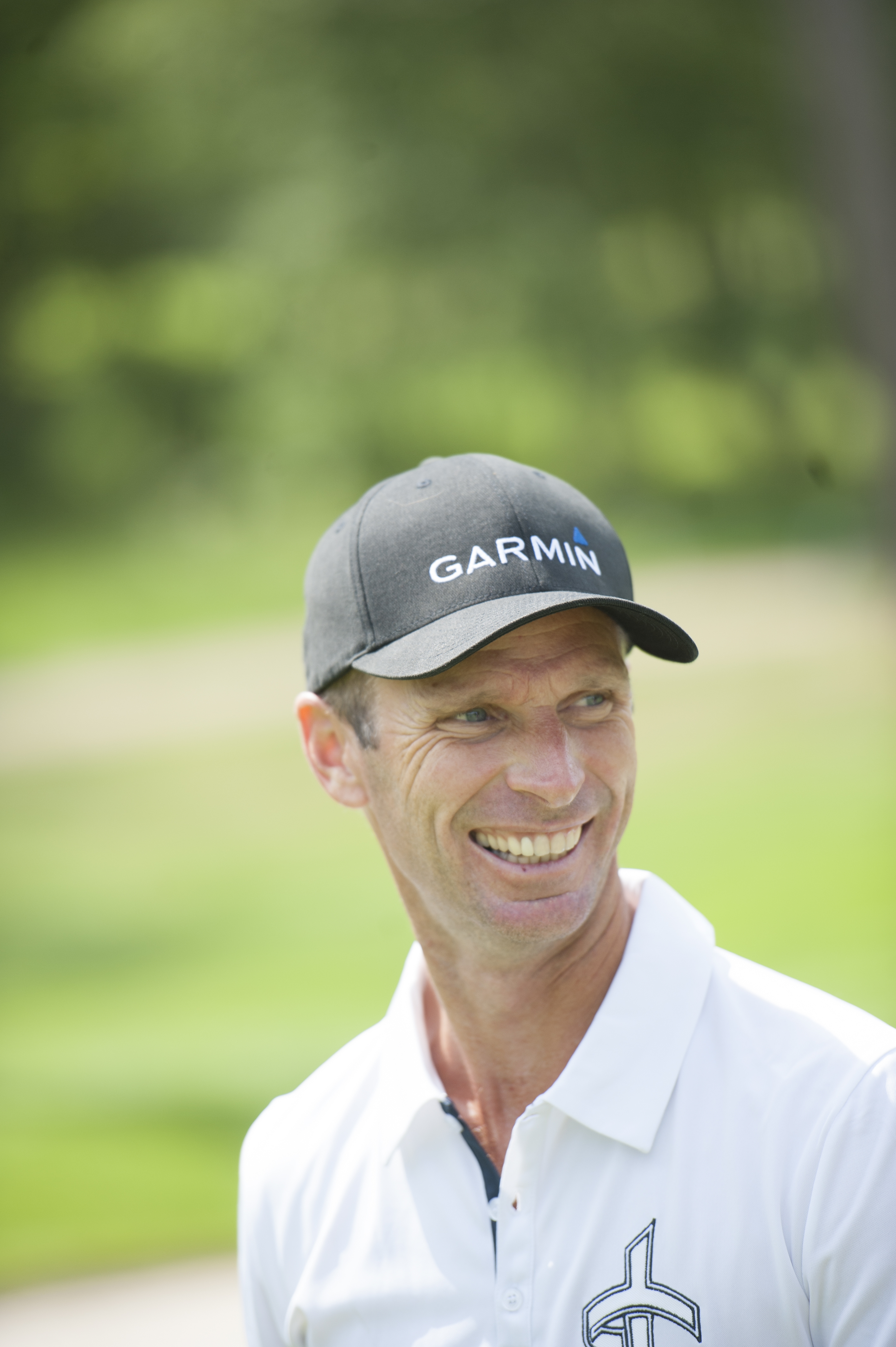
Richard S. Johnson

Richard Stanley Johnson, född 15 oktober 1976, är en svensk professionell golfspelare. Han spelar på PGA-touren.
Han började med golfen som 15-åring. Innan dess åkte han skateboard. 
Richard har en titel från PGA-touren och två titlar från Europatouren. Sin andra Europatitel tog när han i juli 2010 vann Scandinavian Masters 2010 före argentinaren Rafa Echenique och italienaren Eduardo Molinari efter att totalt gått elva under par och avgjort tävlingen med sin allra sista putt. Han var den fjärde svensken att vinna turneringen efter Jesper Parnevik, Joakim Haeggman och Peter Hanson.
Sedan 2017-06 sponsras Richard av Garmin.

Richard bor i Jupiter, Florida med sin familj. Där bor även Jesper Parnevik och hans familj.